# Vlag van Jász-Nagykun-Szolnok

Vlag van Jász-Nagykun-Szolnok
(ratio 1:2)

De vlag van Jász-Nagykun-Szolnok werd op 8 februari 1991 aangenomen als de vlag van de Hongaarse comitaat Jász-Nagykun-Szolnok. De vlag bestaat uit twee even hoge banen blauw en wit met het wapen in het midden. Onder het wapen staat in een boog en in gouden letters: jász-nagykun-szolnok-megye.
Dat wapen, aangenomen in 1878, werd in 1991 nog wat gemodificeerd. De ooievaar in het eerste kwartier staat voor Szolnok. Het gebied werd na de bevrijding van de Turken door Frans II Rákóczi van Transsylvanië bezet en pas na de achtjarige oorlog door de Habsburgers aan het rijk toegevoegd. De stad en omgeving waren echter volledig verwoest, zodat het gebied als Külső-Szolnok in het comitaat Heves werd ondergebracht. In 1876 werd de stad Szolnok weer de hoofdstad van het comitaat. De ooievaar komt veel voor in de vlakten om de Tisza. Analoog aan het wapen van Heves werd de ooievaar symbool voor Szolnok.
Het tweede kwartier staat voor Groot-Koemanië terwijl in het onderste deel de ruiter Jazygië vertegenwoordigt. De golvende lijnen staan voor de rivieren de Tisza, de Körös en de Zagyva. Beide laatste wapens zijn afkomstig van het in 1746 door keizerin Maria Theresia aan Jazygië in Groot- en Klein-Koemanië verleende wapen. Zoals zo vele volkeren uit de Zuid-Russische steppen waren de Jazygiërs uitstekende ruiters. De hoorn is het Jazygisch symbool van onderlinge solidariteit. Aan deze zogenaamde Lehel-hoorn is onder andere de volgende legende verbonden. De bij de slag op het Lechfeld bij Augsburg in 955 die een einde maakte aan de Hongaarse rooftochten in Duitsland - gevangen genomen Jazygische hoofdman Lehel verzocht nog eenmaal op zijn hoorn te mogen blazen. Daarbij sloeg hij keizer Koenraad meteen met de hoorn dood.